# جونگ جه اون (تکواندو)
جونگ جه اون (انگلیسی: Jung Jae-eun؛ زادهٔ ۱۱ ژانویهٔ ۱۹۸۰) تکواندوکار اهل کره جنوبی است.